# Joseph De Piro
Joseph (Ġużeppi, Giuseppe) De Piro (ur. 2 listopada 1877, zm. 17 września 1933) – maltański rzymskokatolicki ksiądz i misjonarz. W czerwcu 1910 założył Towarzystwo Misyjne św. Pawła (MSSP) z charyzmą formowania misjonarzy na wzór św. Pawła. Sługa Boży, jest kandydatem do beatyfikacji.

## Życiorys

### Wczesne lata i edukacja
Joseph De Piro urodził się 2 listopada 1877 w Mdinie na Malcie. Jego rodzicami byli szlachetnie urodzeni Alexander dei Marchesi De Piro oraz Ursola de domo Agius Caruana. Był siódmym z dziewięciorga dzieci swoich rodziców. Ochrzczony został w kościele katedralnym w Mdinie następnego dnia po urodzeniu.

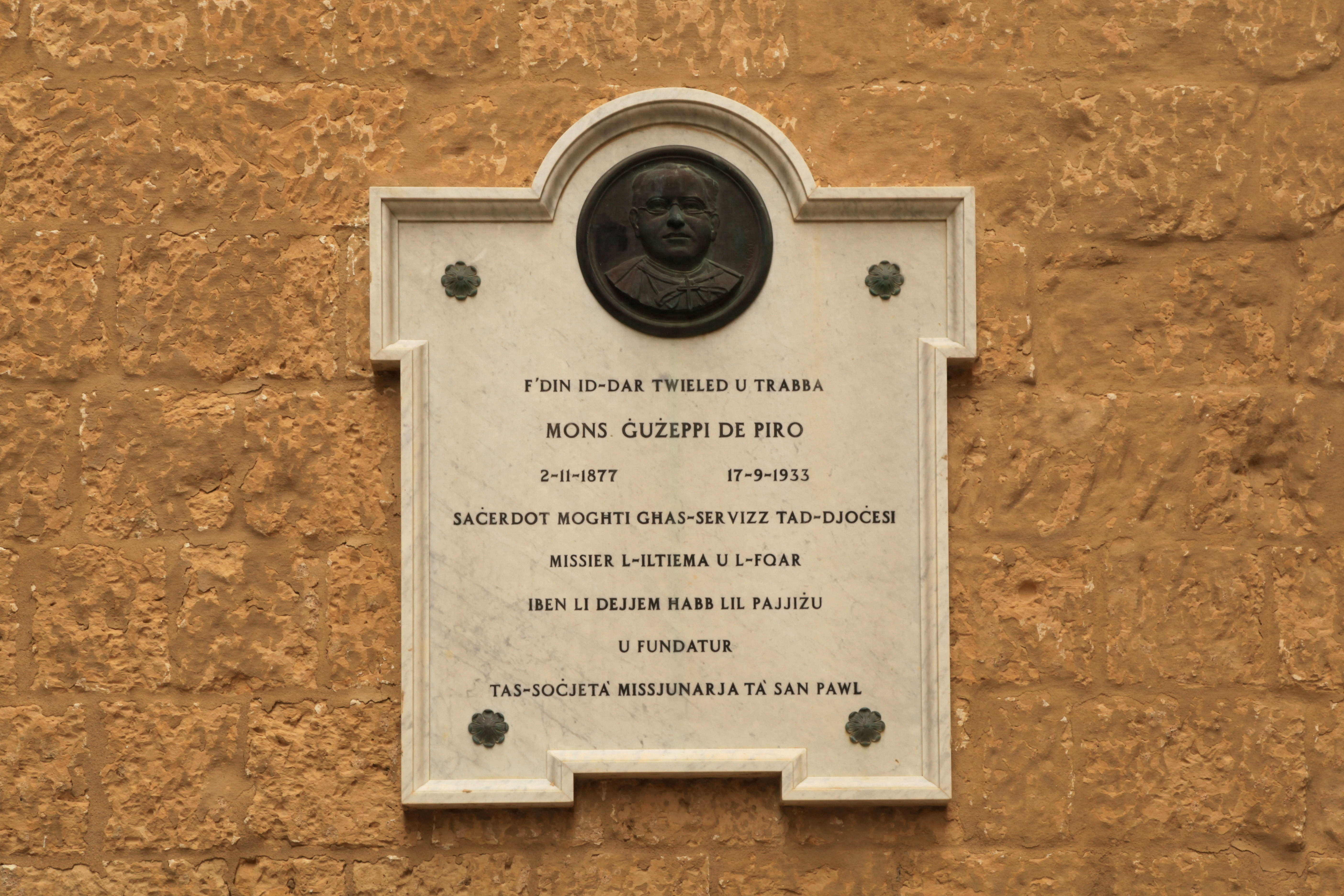
Tablica w Mdinie na budynku, w którym się urodził i wychował Ġużeppi De Piro

Otrzymał domowe wykształcenie podstawowe oraz średnie w Malta Lyceum w Valletcie. Wykazywał się znacznym talentem malarskim. W 1894 zdał egzamin maturalny i wstąpił na ówczesny Królewski Uniwersytet Maltański, gdzie przez trzy lata studiował na Wydziale Sztuki i Nauki. Następnie w latach 1897–1898 studiował prawo. Pod koniec szkoły średniej i podczas studiów – od 11 października 1892 do 23 lutego 1896 – służył także w Royal Malta Regiment of Militia.

### Powołanie, studia i święcenia
8 maja 1898 Giuseppe zdecydował o swoim dalszym życiu. 10 lipca 1898 wyruszył do Rzymu na studia filozoficzno-teologiczne na Capranica College i Papieskim Uniwersytecie Gregoriańskim. 21 grudnia 1901 przyjął święcenia diakonatu, zaś 15 marca 1902 święcenia kapłańskie w kościele św. Jana na Lateranie. Swoją pierwszą uroczystą mszę świętą odprawił 30 marca 1902 w katedrze św. Pawła w Mdinie. Zaraz potem wrócił do Rzymu, aby kontynuować trzeci rok studiów.

### Działalność
W latach 1902–1904 spędził okres rekonwalescencji po gruźlicy w Davos w Szwajcarii, po czym w 1904 powrócił na Maltę, gdzie spędził 3 lata pracując jako duszpasterz w parafii Qrendi. W 1907 roku został mianowany dyrektorem Domu Dziecka dla dziewczą)t im. Fra Diego, a trzy lata później, 30 czerwca 1910 założył dzieło swojego życia – Towarzystwo Misyjne św. Pawła, przyjmując dwóch pierwszych jego członków. W następnym roku został mianowany kanonikiem katedry w Mdinie, a w 1920 dziekanem Kapituły Katedralnej. W latach 1915–1918 był także sekretarzem generalnym arcybiskupa, następnie od 1918 do 1920 rektorem wyższego seminarium duchownego w Mdinie. W 1922 został wydelegowany do parafii Gudja, gdzie udało mu się zażegnać rozłam wśród parafian.

Był mianowany dyrektorem sierocińców: od 1922 St. Joseph’s Home w Ħamrun oraz Jesus of Nazareth Institute w Żejtun, od 1925 St. Joseph’s Home w Għajnsielem (gdzie w 1928 założył St. Joseph Band Club) oraz The Home for Little Children w Santa Venera, od 1927 St. Francis de Paule Institute w Birkirkarze.
 
De Piro był jednym z animatorów powstania Zgromadzenia Narodowego po zamieszkach Sette Giugno w 1919. Był też mediatorem podczas kryzysu pomiędzy Kościołem na Malcie a premierem Geraldem Stricklandem w 1930. W 1932 został wybrany senatorem w trzecim parlamencie maltańskim.

### Śmierć
Joseph De Piro zmarł 17 września 1933 w szpitalu we Florianie, po nagłym zasłabnięciu podczas procesji w Ħamrun. Pochowany został w krypcie Domu Macierzystego Towarzystwa Misyjnego św. Pawła Santa Agata w Rabacie.

## Dzieło życia – Towarzystwo Misyjne św. Pawła
Chociaż De Piro był zaangażowany w różne posługi w Kościele, jego główną troską były misje i praca wśród biednych. Kontynuował pracę nad utworzeniem stowarzyszenia księży i braci zaangażowanych w szerzenie ewangelii. Od przyjęcia dwóch pierwszych członków w 1910 czekał jedenaście lat na oficjalną akceptację miejscowego biskupa i siedemnaście lat, zanim br. Joseph Caruana został pierwszym misjonarzem paulińskim i został wysłany do Etiopii.

Z biegiem lat dołączali nowi członkowie, i rozpoczęto misje wśród maltańskich emigrantów w Australii (od 1948). Dziś Towarzystwo prowadzi misje również w Peru (od 1968), Pakistanie (od 1982), we Włoszech (od 1998), na Filipinach (od 1999) i Kubie (od 2017). W 2020 rozpoczęto działalność w Wietnamie, jeszcze bez stałego domu Towarzystwa w tym kraju.

## Proces beatyfikacyjny
Towarzystwo Misyjne św. Pawła wraz z władzami kościelnymi diecezji zakończyły diecezjalny proces beatyfikacyjny Sługi Bożego Józefa De Piro.

25 stycznia 2003 abp Joseph Mercieca, przewodniczący procesu diecezjalnego przesłał wszystkie dokumenty do Stolicy Apostolskiej w celu rozpatrzenia przez Kongregację Spraw Kanonizacyjnych.